# Centre-ville de Winnipeg
Le centre-ville de Winnipeg (en anglais anglais : Downtown Winnipeg) est centré autour de Portage Avenue et Main Street, et est délimité par la rivière Assiniboine au sud, les rues Colony et Balmoral à l'ouest, Notre Dame Avenue, la rue Princess, et Logan Avenue au nord, ainsi que la rivière Rouge à l'Est. Il inclut Exchange District, Central Park, The Forks, et le quartier chinois de Winnipeg. Le centre-ville est d'environ trois kilomètres carrés. Portage Avenue est l'artère urbaine la plus empruntée de la ville. Winnipeg Square, le MTS Centre, le Portage Place, et le magasin phare de La Baie sont tous situés dans la section du centre-ville de cette rue.

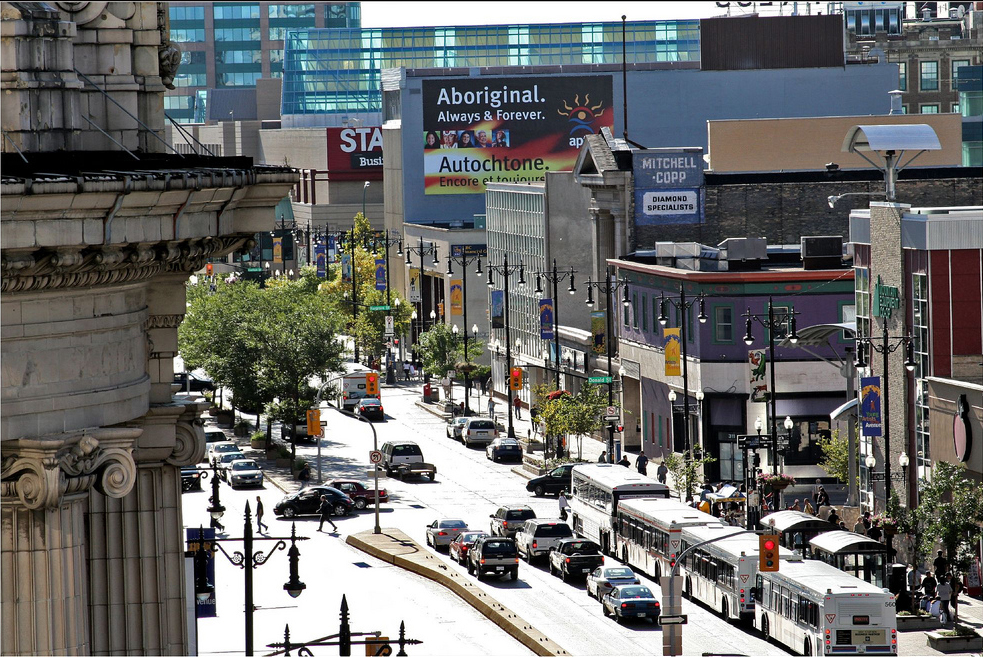
Vue sur l'avenue Portage (en anglais : Portage Avenue).